# Caldwell (Arkansas)
Caldwell è un comune degli Stati Uniti d'America, situato in Arkansas, nella contea di St. Francis.